# Josef Kolfenbach
Josef Kolfenbach CSsR (* 2. Januar 1905 in Bad Honnef; † 31. März 1945 in der Republik Komi) war ein deutscher römisch-katholischer Geistlicher, Redemptorist und Märtyrer.

## Leben
Josef Kolfenbach besuchte das Gymnasium der Redemptoristen in Bonn. Nach dem Noviziat in Luxemburg studierte er ab 1924 im Kloster Geistingen in Hennef und empfing am 7. April 1929 im Kloster Knechtsteden das Weihesakrament. Die Stationen seines Wirkens waren: Bochum (1930), das zweite Noviziat in Aachen (1931), Glogau (1931–1933), Braunsberg (1933–1934), Glogau (1934–1937), Gleiwitz (1937–1938), Braunsberg (ab 1938). Ab 1942 war er Pfarradministrator der Pfarrgemeinde Freudenberg (30 km nordöstlich Allenstein), wo er ab dem 8. September 1944 Gerhard Fittkau zum Nachbarn hatte, der Pfarrer in Süssenberg (heute polnisch: Jarandowo) im Kreis Heilsberg war. Ende Februar 1945 wurde er von der sowjetischen Kommandantur verhaftet und in ein Sammellager in Heilsberg eingewiesen. Zusammen mit Fittkau wurde er am 3. März 1945 von Insterburg aus mit der Eisenbahn in die Republik Komi verschleppt, wo man am 27. März ankam und wo er am 31. März in einem Lager am Fluss Ischma starb. Fittkau, der anwesend war, hat darüber in seinem Buch Mein dreiunddreißigstes Jahr berichtet.

## Gedenken
Die deutsche katholische Kirche hat Josef Kolfenbach als Blutzeugen aus der Zeit des Nationalsozialismus in das deutsche Martyrologium des 20. Jahrhunderts aufgenommen.